# Cantalicei Szent Félix
Cantalicei Szent Félix O.F.M.Cap (Cantalice, Pápai állam, 1515. május 18. – Róma, Pápai állam, 1587. május 18.) szentté avatott kapucinus szerzetes testvér.

## Élete
Fiatal korában juhász volt. A kapucinus rendbe 28 évesen lépett be. Elöljárói hamarosan Rómába küldték, ahol negyven éven keresztül szolgált, mint alamizsnagyűjtő. Róma szerte híres volt jámborságáról és önmegtartóztatásáról. Legtöbb esetben kenyéren és vízen élt, s az alvásra is nagyon kevés időt fordított, nem egyszer mindössze két órákat aludt. 
Vidámságával, de hivatásszeretetével, valamint mélységes evangéliumi bölcsességével valóságos apostola lett Rómának. Magáról azt mondta, hogy: "Én vagyok a kapucinusok szamara."
Néri Szent Fülöppel jó barátságban volt. 

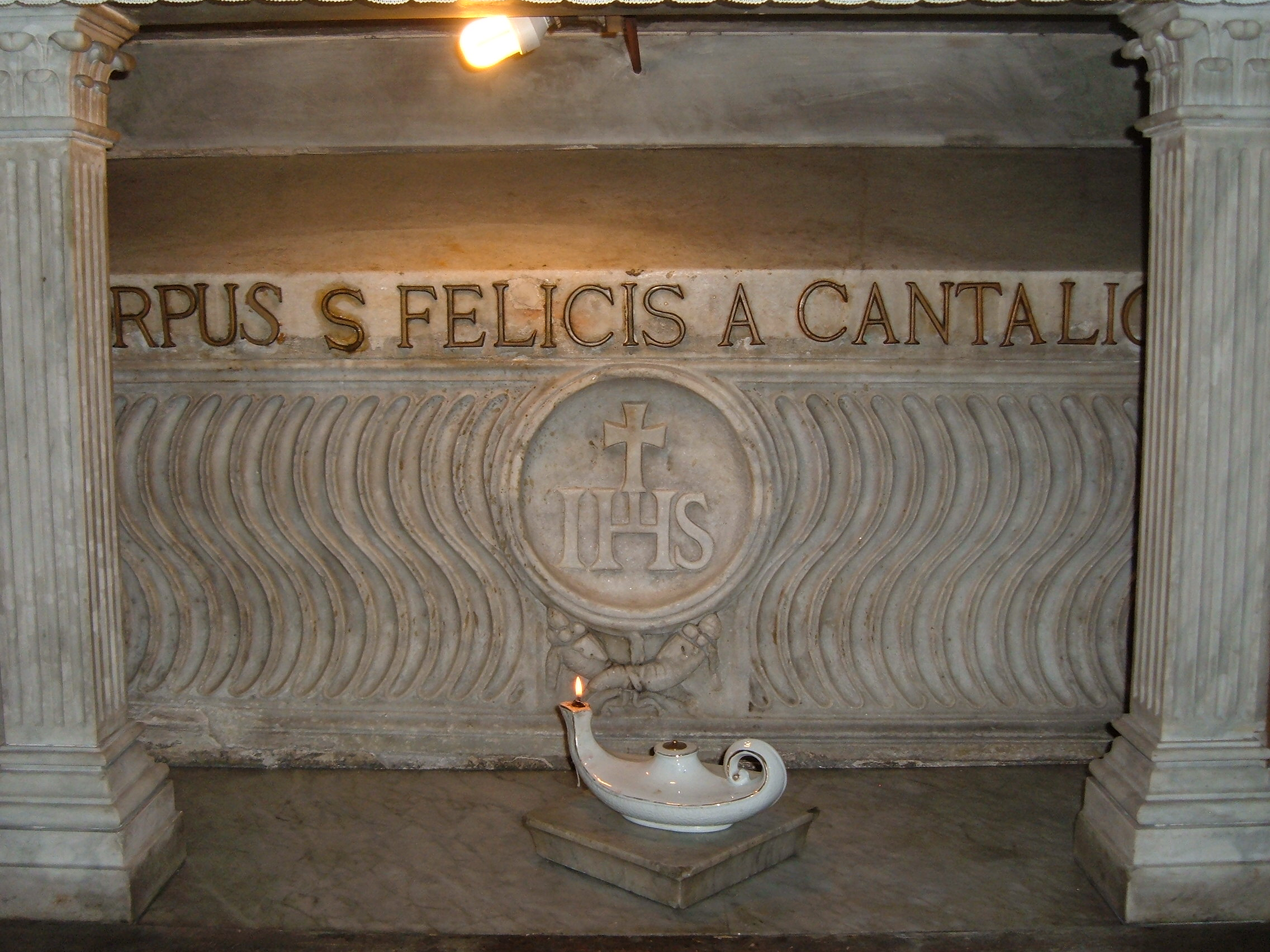
Cantalicei Szent Félix sírja

A rendi szokásnak megfelelően hosszú időn át három-négyszer áldozott hetenként, életének utolsó tizenöt évében naponta, s ez az akkori időkben nagy ritkaságnak számított. Imádságait a liturgiából merítette. Mivel nem tudott olvasni, évek alatt kívülről megtanulta a misszále és a breviárium nagy részét. Könnyű volt hát számára, hogy az oltárnál levő pappal "lélekben együtt celebráljon", amint megszabták a rend szabályzatai. A breviárium laudesének és vesperásának csaknem minden antifonáját fejből tudta. Egy antifonával, egy evangéliumi vagy szentlecke-perikópával (napi olvasmányok) kezdte éjjeli imádságát. Utolsó nyolc évében a szent súlyos szenvedéseket állt ki betegsége miatt, ez azonban egyáltalán nem gátolta lelki buzgóságában.
Rómában halt meg 1587. május 18-án, 72. születésnapján. VIII. Orbán pápa 1625-ben boldoggá, XI. Kelemen pápa 1712. május 22. napján szentté avatta. Ő volt az első akit a kapucinus rendből oltárra emeltek.

## Fordítás
- Ez a szócikk részben vagy egészben  a   Felix of Cantalice című angol Wikipédia-szócikk fordításán alapul.  Az eredeti cikk szerkesztőit annak laptörténete sorolja fel. Ez a jelzés csupán a megfogalmazás eredetét és a szerzői jogokat jelzi, nem szolgál a cikkben szereplő információk forrásmegjelöléseként.